# Romano Tommasi
Romano Tommasi (Magrè, 6 agosto 1896 – Schio, 3 settembre 1983) è stato un politico italiano.

## Biografia
Farmacista, nel 1946 è nominato sindaco di Schio, ricoprendo la carica per i successivi sette anni.
Eletto deputato per una legislatura, diviene membro commissioni VII (lavori pubblici), VIII (trasporti) e IX (agricoltura e alimentazione).